# Javorje (Novi Vinodolski)
Javorje falu Horvátországban, Tengermellék-Hegyvidék megyében. Közigazgatásilag Novi Vinodolskihoz tartozik.

## Fekvése
A horvát tengerpart északi részének közepén, Novi Vinodolskitól 12 km-re délkeletre, a tengerparttól  6 km-re a hegyek között fekszik.

## Története
1857-ben 81, 1910-ben 112 lakosa volt. 1920-ig Modrus-Fiume vármegye Novi járásához tartozott. 2011-ben 2 állandó lakosa volt.

## Lakosság
| Lakosság változása | Lakosság változása | Lakosság változása | Lakosság változása | Lakosság változása | Lakosság változása | Lakosság változása | Lakosság változása | Lakosság változása | Lakosság változása | Lakosság változása | Lakosság változása | Lakosság változása | Lakosság változása | Lakosság változása | Lakosság változása |
| ------------------ | ------------------ | ------------------ | ------------------ | ------------------ | ------------------ | ------------------ | ------------------ | ------------------ | ------------------ | ------------------ | ------------------ | ------------------ | ------------------ | ------------------ | ------------------ |
| 1857               | 1869               | 1880               | 1890               | 1900               | 1910               | 1921               | 1931               | 1948               | 1953               | 1961               | 1971               | 1981               | 1991               | 2001               | 2011               |
| 81                 | 0                  | 88                 | 100                | 95                 | 112                | 73                 | 85                 | 112                | 88                 | 55                 | 23                 | 4                  | 4                  | 3                  | 2                  |